# 陳世雄 (教授)
陳世雄（1944年11月—），中國俄國文學、戲劇文學、戲曲研究者，泉州人，研究生文化，現在是廈門大學教授、博士生導師。

## 生平
本科學習俄語專業（1966年畢業），1982年得上海戲劇學院碩士學位，分配到廈門大學任講師，獲派留學蘇聯列寧格勒大學（現聖彼得堡大學）。
主要學術專長是戲劇理論、俄羅斯當代戲劇。
譯有米哈伊爾·布爾加科夫劇本數種，著有《戏剧思维》、《三角对话：斯坦尼、布莱希特与中国戏剧》等書及歌仔戲論文多篇。
2005年間在台灣國立政治大學擔任講座教授。